# Michael Baumann (Regisseur)

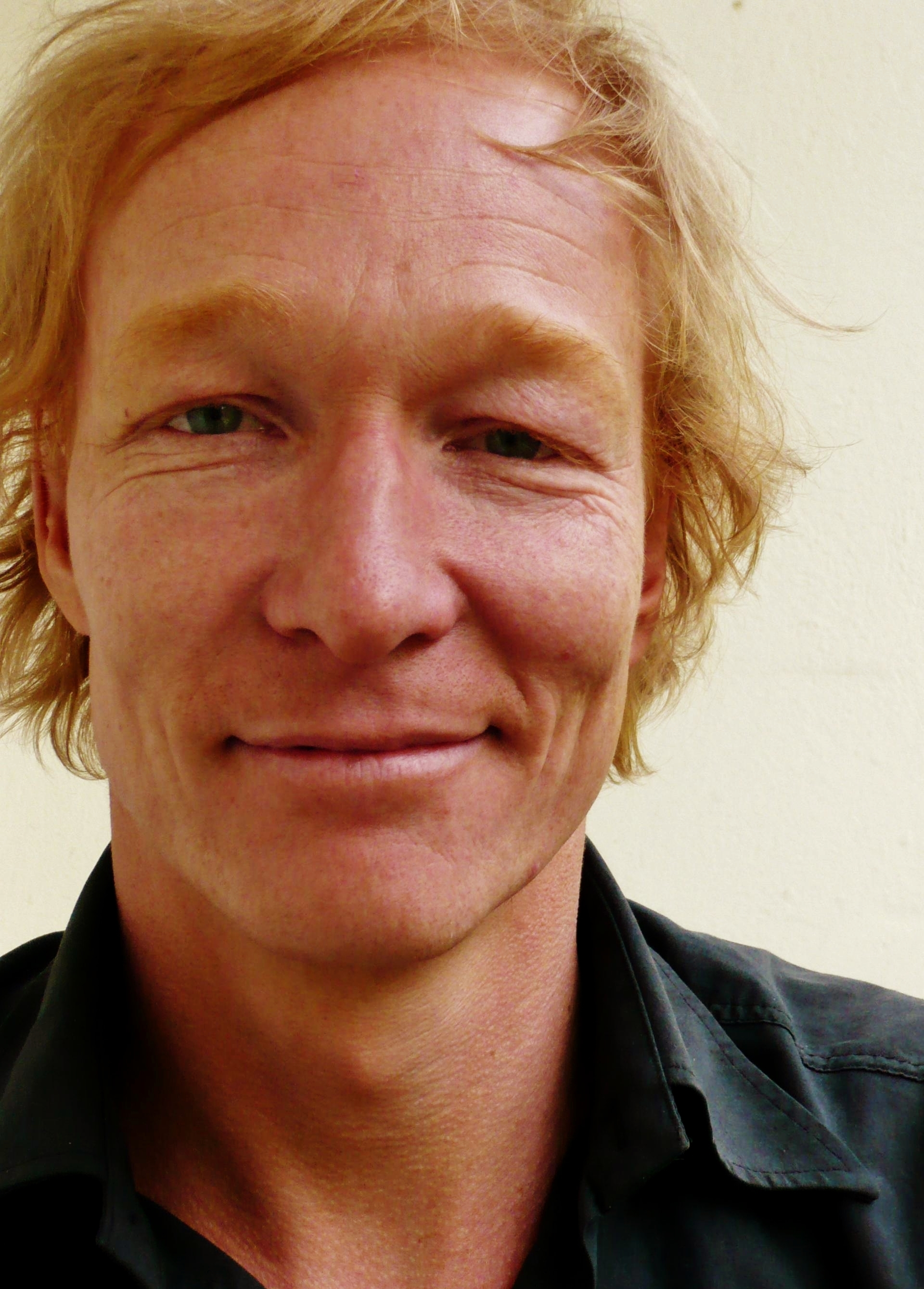
Michael Baumann in 2010

Michael Baumann (* 15. Juli 1970 in München) ist ein deutscher Filmregisseur und Drehbuchautor.

## Leben
Baumann studierte Pädagogik in München und Regie an der Hochschule für Film und Fernsehen Konrad Wolf. Im Jahre 2001 entstand sein erster Spielfilm WEG!, der an den 35. Internationalen Hofer Filmtagen Premiere feierte und dort den Preis für das Beste Szenenbild erhielt. Baumann war 2008/09 am Staatstheater Stuttgart engagiert, an dem er den Woyzeck als Filmbühnenspiel realisierte. 2009 drehte er gemeinsam mit Jenke Nordalm Waschen & Leben, einen abendfüllenden Dokumentarfilm über einen alten Friseursalon in Stuttgart.
Mit dem Spielfilm Willkommen bei Habib, der im Juni 2014 in die deutschen Kinos kam, wurde Baumann gemeinsam mit seiner Co-Autorin Sabine Westermaier mit dem Thomas Strittmatter Drehbuchpreis ausgezeichnet. Zusammen mit Westermeier arbeitete Baumann an dem Spielfilm-Drehbuch Missing Link, mit dem sie im Februar 2018 erneut für den Thomas Strittmatter Drehbuchpreis nominiert waren.
Neben seiner Arbeit als Regisseur schreibt er seit 2012 Radiogeschichten für das Betthupferl des Bayerischen Rundfunks und arbeitet als Dozent für Camera Acting und Schauspielführung.

## Filmografie (Auswahl)
- 1996: Hingerichtet (Kurzspielfilm – Arte)
- 1998: Kleine Freiheit (Kurzspielfilm – HFF)
- 2002: WEG! (Spielfilm – ZDF Das kleine Fernsehspiel)
- 2009: Woyzeck (Filmbühnenspiel – Staatstheater Stuttgart)
- 2010: Waschen & Leben (Dokumentarfilm – SWR)
- 2014: Willkommen bei Habib (Spielfilm – SWR)
- 2025: Missing*Link (Spielfilm)[3]

## Preise und Auszeichnungen
- 1998: 6. Alter-native, Targu Mures, Rumänien, Preis der Rumänischen Filmemacher für den Kurzfilm Hingerichtet
- 1998: Filmfestival in Antalya, Türkei, Young Talent Award für den Kurzfilm Hingerichtet
- 1998: International Chilean Film-Festival, Chile, Best Screenplay für den Kurzfilm Hingerichtet
- 1998: Austin Filmfestival, Texas, USA, für den Kurzfilm Hingerichtet
- 1998: 9. Festival Cinématographique d’autonomne de Gardanne – Competition of European Shorts, Frankreich, Bester Kurzfilm für den Kurzfilm Hingerichtet
- 1999: International Short Film Manchester, UK, Best Student Shortfilm für den Kurzfilm Kleine Freiheit
- 2001: 35. Internationale Hofer Filmtage, Deutschland, Preis für das beste Szenenbild für den Spielfilm WEG!
- 2011: Filmfest Esslingen, Deutschland, Bester Dokumentarfilm Waschen&Leben
- 2012: Thomas Strittmatter Drehbuchpreis für den Spielfilm Willkommen bei Habib / Habib Rhapsody – gemeinsam mit Sabine Westermaier
- 2013: Förderpreis Neues Deutsches Kino Special Mention für Willkommen bei Habib
- 2018: Thomas Strittmatter Drehbuchpreis Nominierung für das Drehbuch zu Missing Link